# Talita von Fürstenberg
La princesa Talita Natasha von Fürstenberg (nacida Talita Natasha Prinzessin zu Fürstenberg el 7 de mayo de 1999) es una modelo y celebridad estadounidense. Es la nieta de los diseñadores de moda Diane von Fürstenberg y Egon von Fürstenberg.

## Biografía
Talita Natasha von Furstenberg nació el 7 de mayo de 1999 como la primogénita de Alejandro von Fürstenberg y Alexandra Miller. Por línea paterna es miembro de la familia Fürstenberg y heredera de la Familia Agnelli. Sus abuelos paternos son los diseñadores Diane von Fürstenberg y Egon von Fürstenberg. Su abuelo materno es el empresario multimillonario Robert Warren Miller. Tiene un hermano menor, el príncipe Tassilo Egon Maximilian von Fürstenberg, y un medio-hermano menor, el príncipe Leon von Furstenberg. Es la sobrina de Pia Getty, Marie-Chantal de Grecia y Tatiana von Fürstenberg.
Se graduó en 2017 del Brentwood School en Los Ángeles. En la actualidad asiste a la Universidad de Georgetown con su primo, Constantine Alexios de Grecia, donde estudia relaciones públicas.

## Carrera
Von Furstenberg ha trabajado para Teen Vogue, como también para la marca de su abuela, Diane von Fürstenberg. En 2015 figuró en la portada de la edición de octubre de Tatler. También apareció en Teen Vogue. En 2016, von Furstenberg trabajó como interna de la Campaña presidencial de Hillary Clinton de 2016. En 2017 desfiló para Dolce & Gabbana en la Milan Fashion Week. En 2018 fue nombrada musa para DvF.

## Títulos y tratamientos
- 7 de mayo de 1999 – presente: Su Alteza Serenísima la princesa Talita von Fürstenberg